# Metoda sztywna gospodarowania rezerwą powodziową
Metoda sztywna  gospodarowania rezerwą powodziową polega na sztywnym założeniu, że
- do czasu, gdy nie pojawi się przepływ bezpieczny (dozwolony), nie wolno rozpoczynać napełniania  zbiornika
- gdy pojawi się przepływ dozwolony i większy 
  - rozpoczyna się napełnianie zbiornika, poprzez
  - ograniczenie odpływu do wielkości przepływu dozwolonego, aż do
  - wykorzystania całej  retencji powodziowej zbiornika lub zakończenia  wezbrania.

Ten sposób jest najprostszy i najłatwiejszy do stosowania, lecz równocześnie najmniej skuteczny i stosuje się go, gdy nie ma możliwości prognozowania przepływów, głównie na zbiornikach górskich.